# MP3.com

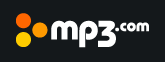

MP3.com은 파라마운트 글로벌이 운영하는 웹사이트로, 디지털 음악과 아티스트, 노래, 서비스 및 기술에 관한 타블로이드 스타일의 뉴스 항목을 출판한다. 이는 인디 음악가들이 자신의 작품을 홍보하기 위해 인기를 끄는 대중 음악 파일 형식인 MP3의 이름을 딴 합법적인 무료 음악 공유 서비스로서 더 잘 알려져 있다. 해당 서비스는 2003년 12월 2일에 CNET에 의해 종료되었다. CNET은 도메인 이름(MP3.com의 기술이나 음악 자산은 제외)을 구매한 후 현재의 MP3.com 사이트를 설립했다.